# 巴黎伯爵亨利 (1933年—2019年)
巴黎伯爵亨利七世（法語：Henri d'Orléans，1933年6月14日—2019年1月21日），全名奧爾良的亨利·菲利普·皮埃爾·馬里（法語：Henri Philippe Pierre Marie d'Orléans）是1999年6月19日至2019年1月21日間法國奧爾良派王位請求者的首领，被奉為法國國王亨利七世（Henry VII）直到他去世。
亨利先娶瑪麗亞-特麗莎為妻，但在1984年離婚。同年10月31日亨利再娶米卡埃拉·科西尼奧·基尼奧內斯·德·萊昂為妻。但要到2009年，瑪麗亞-特麗莎才允許亨利在不影響他們子女繼承權前提下中止他們的婚姻，同年9月亨利在羅馬天主教會再次迎娶米卡埃拉。